# Наврат, Филипп
Филипп Наврат (нем. Philipp Nawrath; род. 13 февраля 1993, Фюссен, Бавария) — немецкий биатлонист, двукратный бронзовый призёр чемпионата мира 2025 года в эстафетах, призёр чемпионатов Европы, участник зимних Олимпийских игр 2022 года.

## Карьера
Филипп Наврат родился 13 февраля 1993 года в Фюссене. Биатлоном увлёкся в середине 2000-х, в том числе на примере больших успехов ещё одного знаменитого уроженца Фюссена, олимпийского чемпиона Турина Михаэля Грайса. В 2013 году Наврат переехал в Рупольдинг, где стал тренироваться вместе с другими известными немецкими биатлонистами Андреасом Бирнбахером и Симоном Шемппом.
В 2014 году Филипп в составе сборной Германии принял участие в юниорском чемпионате мира. Лучшим результатом на этом соревновании для него стало 7-е место в спринте и победа в составе эстафеты. После этого несколько сезонов выступал в Кубке IBU, но без значимых результатов.
Наврата иногда приглашали в состав первой сборной Германии для участия в этапах Кубка мира. В 2021 году выиграл своё первое золото на этапе в Чехии в эстафетной гонке.
С сезона 2021/2022 годов Филипп стал постоянным членом сборной. Принял участие в зимних Олимпийских Играх в Пекине.
Первое индивидуальную победу на этапах Кубка мира немец завоевал в сезоне 2023/2024 годов в Эстерсунде, в спринте.
В Ленцерхайде на чемпионате мира 2025 года в составе немецкой четвёрки завоевал бронзовую медаль в мужской эстафете и в смешанной эстафете.

## Выступления

### Олимпийские игры
| Год  | Место | Индивид. гонка | Спринт | Преследование | Масс-старт | Эстафета | Смешанная эстафета |
| ---- | ----- | -------------- | ------ | ------------- | ---------- | -------- | ------------------ |
| 2022 | Пекин | -              | 22     | 19            | 23         | 4        | 5                  |

### Чемпионаты мира
| Соревнование     | Индивидуальная | Спринт | Преследование | Масс-старт | Эстафета | Смешанная эстафета | Сингл-микст |
| ---------------- | -------------- | ------ | ------------- | ---------- | -------- | ------------------ | ----------- |
| 2019 Эстерсунд   | -              | 12     | 21            | 15         | -        | -                  | -           |
| 2020 Антхольц    | 47             | -      | -             | -          | -        | -                  | -           |
| 2023 Оберхоф     | 9              | -      | -             | -          | -        | -                  | 6           |
| 2024 Нове-Место  | -              | 16     | -             | 10         | 4        | 5                  | -           |
| 2025 Ленцерхайде | -              | 18     | 44            | 16         | 3        | 3                  | -           |

## Кубок мира

### Победы в личных гонках на Кубке мира, Олимпийских играх и чемпионатах мира
| # | Сезон   | Дата           | Место     | Соревнование | Дисциплина |
| - | ------- | -------------- | --------- | ------------ | ---------- |
| 1 | 2023/24 | 2 декабря 2023 | Эстерсунд | Кубок мира   | Спринт (1) |